# Флавије Орест
Флавије Орест (лат. Flavius Orestes; убијен 28. августа 476. године) је био западноримски државник и војсковођа који је, закратко, успео да на царски престо постави свог малолетног сина Ромула Августула.
Орест је био аристократског порекла, родом из Посавске Паноније (лат: Pannonia Savia). Његов отац Татул био је паганин и зет Ромула који је био великодостојник (лат: comes) у Западном римском царству. Могуће је да је Орест бар делимично био германског порекла.
Када је Панонија припала хунском краљу Атили, Орест је постао један од краљевих великодостојника. Атилу је служио као секретар (лат: notarius) од 449. до 452. године. Атила га је 449. слао у две дипломатске мисије у Цариград, престоницу Источног римског царства.
После Атилине смрти и распада краткотрајног хунског царства, Орест се поново јавља у изворима 475. када га је западноримски цар Јулије Непот поставио за врховног заповедника војске (лат: magister militum) и патриција. Већ 28. августа 475. Орест је покренуо побуну савезничких варварских одреда и заузео царску резиденцију у Равени, док је Јулије Непот побегао у родну Далмацију. Орест је тада за новог августа поставио свог дванаестогодишњег сина Ромула који је у традицији због своје младости остао запамћен под деминутивом Августул (мали август). Промену на западноримском престолу нису признали ни источноримски цар Зенон, ни његов противцар Василиск, али је грађански рат између ова два владара спречио да се источноримски двор умеша у преврат у Италији. Орестов режим није био признат у Далмацији и римском енклавама у северној Галији, јединим остацима Западног римског царства. Ипак, Орест је ковао новац са ликом свог сина у Арлу, Милану, Равени и Риму.
У августу 476. варварски одреди Скира, Херула и Торцилинга су затражили да им Орест подели земљу за насељавање у Италији. Како је Орест одбио да учини, уследила је побуна варварских војника коју је предводио Одоакар. Одакра су варвари извикали за свог краља 23. августа, а већ 28. августа Орест је ухваћен и погубљен код Пјаченце. Одоакар је затим заузео Равену, натерао Ромула Авгусула на абдикацију и интернирао га на имање у јужној Италији.